# 山根知子
山根 知子（やまね ともこ、1964年 - ）は、日本の近代文学研究者。宮沢賢治を研究対象とし、その妹宮沢トシと賢治の関係について複数の著書がある。ノートルダム清心女子大学教授。

## 来歴
1964年、岡山県に生まれる。知的障害の弟の影響を受け、児童文学研究に着手する。
早稲田大学第一文学部日本文学専修卒業、日本女子大学大学院文学研究科博士後期課程中退。梅光学院大学大学院にて博士（文学）。
岡山市文学賞（坪田譲治文学賞）運営委員。

## 受賞歴
- 第14回宮沢賢治賞奨励賞[2]
- 第32回暁烏敏賞入選[6]

## 著書
- 『宮沢賢治 妹トシの拓いた道 - 「銀河鉄道の夜」へむかって』（朝文社） 2003年
- 『イーハトーヴからのいのちの言葉 - 宮沢賢治の名言集』（山根道公, 山根知子著、角川書店） 1996年
- 『宮沢賢治を読む』（佐藤泰正編、笠間書院） 2002年
- 『宮沢賢治 - 脅威の想像力　その源泉と多様性』（宮沢賢治学会イーハトーブセンター編集委員会編、朝文社） 2008年
- 『少年少女の名作案内 日本の文学リアリズム編』（佐藤宗子, 藤田のぼる共著、自由国民社） 2010年
- 『宮沢賢治の深層 - 宗教からの照射』（プラット・アブラハム・ジョージ, 小松和彦他編、法蔵館） 2012年
- 『わたしの宮沢賢治 兄と妹と「宇宙意思」』（ソレイユ出版） 2020年
- 『賢治を歩んだ妹 宮沢トシの勇進』春風社、2023年